# Hydrocoryne bodegensis
Hydrocoryne bodegensis is een hydroïdpoliep uit de familie Hydrocorynidae. De poliep komt uit het geslacht Hydrocoryne. Hydrocoryne bodegensis werd in 1976 voor het eerst wetenschappelijk beschreven door Rees, Hand & Mills. 